# 308
308 је била преступна година.

## Догађаји
- Зима: Цар Галерије осваја своју трећу и коначну победу над Сарматима.
- Април: У Риму, цар Максимијан покушава да свргне свог сина Максенција, али војници у Риму стају на Максенција и приморавају Максимијана да побегне на двор Константина.
- Максимијаново свргавање подстиче војнике римске Африке да подрже афричког викарија, Домиција Александра, као узурпатора.
- Константин упада на територију Бруктера и гради мост преко Рајне у Келну.
- Лишен очеве подршке, Максенције се све више представља као конзерватор Урбис Суае (чувар сопственог града). Започела је изградња Максенцијеве базилике (или Базилике Нова), највеће грађевине на римском форуму.
- Максенције уводи толеранцију према хришћанима на својим територијама.
- Династија Хан-Чао је успостављена у северној Кини, означавајући званични почетак дуготрајног устанка пет варвара.
- Папа Марцел I наследио је папу Марцелина као 30. епископ Рима.

### Новембар
- 11. новембар – Карнунтска конференција: Покушавајући да одржи мир унутар Римског царства, Галерије се накратко опозива Диоклецијана из пензије и они се састају са Максимијаном. Диоклецијан убеђује Максимијана да се врати у пензију, а он и Галерије проглашавају Максенција државним непријатељем. Лициније је проглашен за Августа са запада, док је ривал Константин поново проглашен Цезаром.

## Смрти
- Википедија:Непознат датум — Света мученица Теодосија Тирска - хришћанска светитељка.
- Википедија:Непознат датум — Свети мученици Трофим и Теофил - хришћански светитељи.